# 1667 en musique classique
| \| • Retour à la chronologie générale de la musique classique • \| |
| Grèce • Rome • Haut Moyen Âge • VIIIe siècle • IXe siècle • Xe siècle • XIe siècle XIIe siècle • XIIIe siècle • XIVe siècle • XVe siècle • XVIe siècle • XVIIe siècle XVIIIe siècle • XIXe siècle • XXe siècle • XXIe siècle |
| • Retour à la chronologie générale de la musique classique • |

| Années en musique classique : 1664 - 1665 - 1666 - 1667 - 1668 - 1669 - 1670    |
| Décennies en musique classique : 1630 - 1640 - 1650 - 1660 - 1670 - 1680 - 1690 |

## Événements
- 5 janvier : Le Sicilien ou l'Amour peintre, comédie-ballet de Jean-Baptiste Lully et Molière.

## Œuvres
- Premier recueil de Cantiones natalitiæ de Joannes Berckelaers, publié à Anvers.
- Deuxième livre d'orgue de Guillaume-Gabriel Nivers

## Naissances

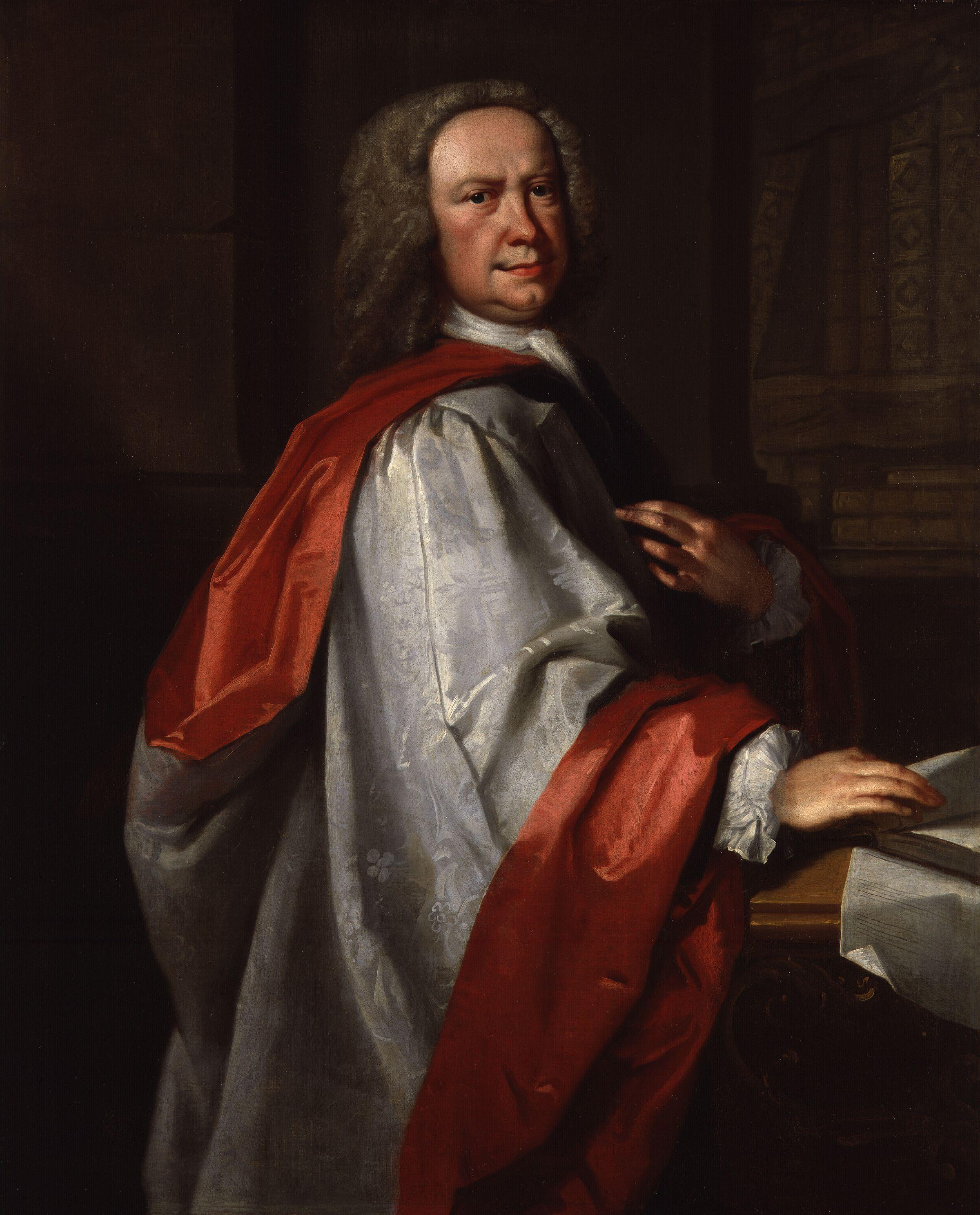
Johann Christoph Pepusch

- 16 juillet : Giuseppe Maria Jacchini, violoncelliste et compositeur italien († 2 mai 1727).
- 24 septembre : Jean-Louis Lully, musicien français († 23 décembre 1688).
- 4 décembre : Michel Pignolet de Montéclair, compositeur français († 22 septembre 1737).

Date indéterminée :
- Floriano Maria Arresti, compositeur italien († 1717).
- Nicola Cosimi, compositeur et violoniste italien († 1717).
- Charles Dieupart, claveciniste et compositeur français († vers 1740).
- Johann Christoph Pepusch, compositeur allemand († 20 juillet 1752).

## Décès

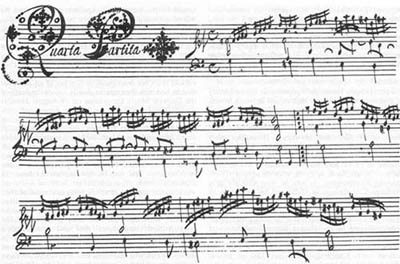
Partition de Froberger.

- 26 avril : Cyriacus Wilche, compositeur et organiste allemand (° vers 1620).
- 7 mai : Johann Jakob Froberger, compositeur, organiste et claveciniste allemand (° 18 mai 1616).
- 18 mai : Melchior Schildt, compositeur et organiste allemand (° 1592).
- 5 novembre : Franz Tunder, compositeur et organiste allemand (° 1614).
- 16 novembre : Nathanael Schnittelbach, violoniste et compositeur allemand (° 16 juin 1633).

Date indéterminée :
- Francesco Manelli, compositeur d'opéras et chanteur italien (° 1595).
- Johann Schop, compositeur et violoniste allemand (° vers 1590).